# Saint-Pierre-d'Entremont (Isère)
Saint-Pierre-d'Entremont è un comune francese di 576 abitanti situato nel dipartimento dell'Isère della regione dell'Alvernia-Rodano-Alpi.

## Società

### Evoluzione demografica
Abitanti censiti